# 察羅河
53°45′27″N 14°01′53″E / 53.7575°N 14.0314°E

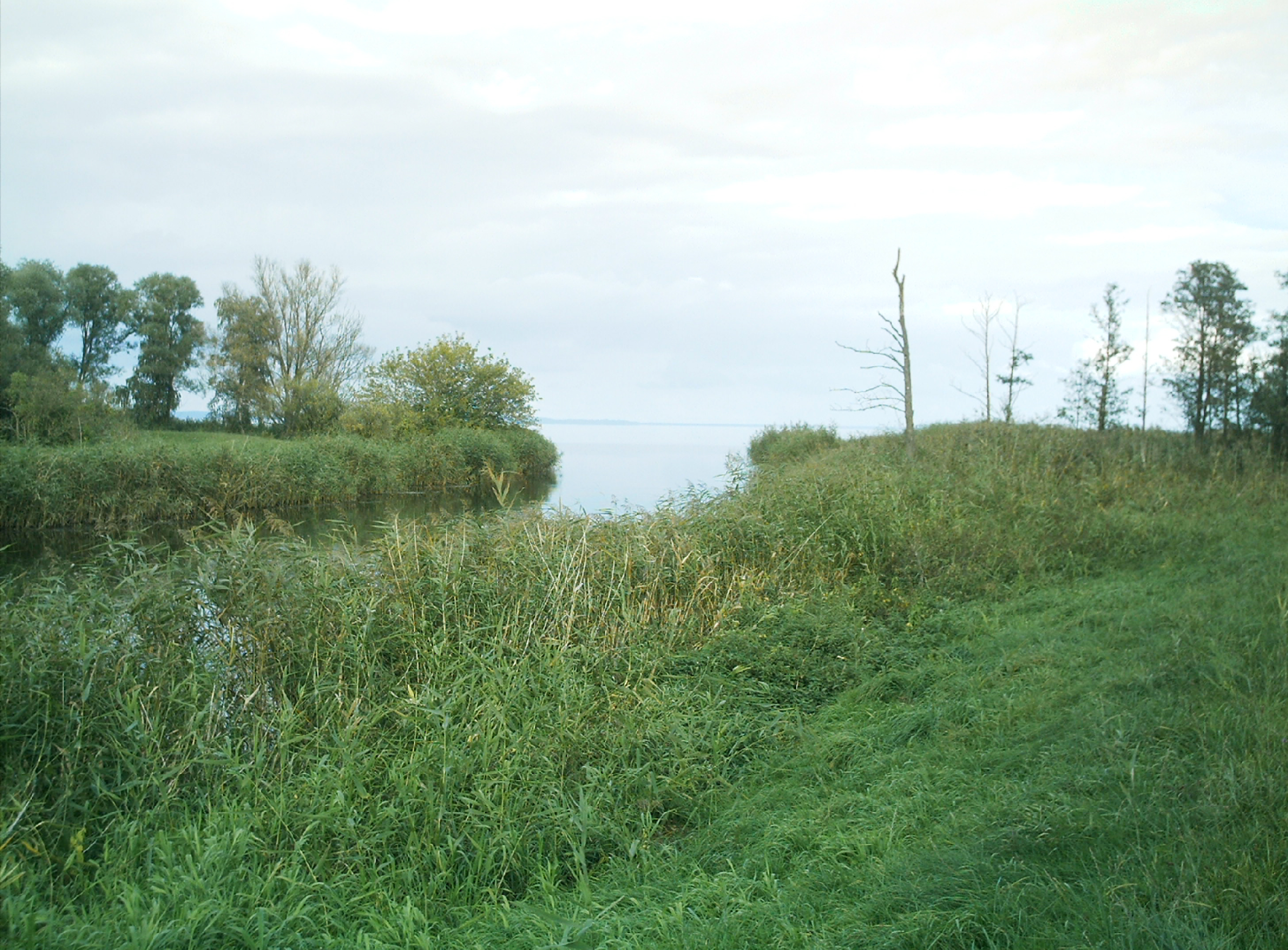
察羅河

察羅河（德語：Zarow），是德國的河流，位於該國北部，由梅克倫堡-前波美拉尼亞州負責管轄，河道全長16公里，發源自費爾迪南茨霍夫，最終在格蘭賓注入什切青潟湖。